# Matthew Stern
Matthew Stern ist ein US-amerikanischer Biathlet.
Matthew Stern lebt in Elizabethtown. Er ist Nationalgardist im Range eines Staff Sergeants im US-Bundesstaat Pennsylvania und startet für deren Biathlonteam. In der Saison 2010/11 erreichte er den 46. Platz im Biathlon-NorAm-Cup. Erste nationale Meisterschaft wurden die Nordamerikanischen Meisterschaften im Sommerbiathlon 2011 in Jericho, an der nur US-Athleten teilnahmen und bei der er mit sieben Fehlern 18. des Sprints und mit 14 Fehlern 23. des Einzels wurde. Es folgten der aus Schneemangel von der IBU nicht als Kontinentalmeisterschaft anerkannte Wettkampf North American Invitational 2012 in Jericho, bei denen Stern im Sprintrennen mit neun Fehlern Rang 16 belegte und im Verfolgungsrennen mit 16 Fehlern 19. wurde.

## Belege
1. ↑  Ergebnisliste der Sommer-Nordamerikameisterschaften 2011 (Seite nicht mehr abrufbar, festgestellt im Mai 2018. Suche in Webarchiven) (PDF-Datei; 642 kB)
2. ↑  Ergebnisse Sprint North American Invitational 2012 (Memento vom 5. Mai 2014 im Internet Archive) (PDF-Datei; 64 kB)
3. ↑  Ergebnisse Verfolgung North American Invitational 2012 (Memento vom 6. Mai 2014 im Internet Archive) (PDF-Datei; 72 kB)

| Personendaten    | Personendaten              |
| ---------------- | -------------------------- |
| NAME             | Stern, Matthew             |
| KURZBESCHREIBUNG | US-amerikanischer Biathlet |
| GEBURTSDATUM     | 20. Jahrhundert            |